# Katholieke hofjes in Alkmaar
De enige twee katholieke ‘hofjes’ in Alkmaar waren het Provenhuis van Aletta Boon en het Poppenhofje.
Van de geschiedenis van deze twee kleine provenhuizen is minder bekend dan van de grotere  complexen in Alkmaar. Het waren beide katholieke instellingen, die niet beschikten over grote fondsen. De hofjes kwamen uiteindelijk als ‘armenkamers’ in beheer bij het ‘Roomsch Catholijk Armencomptoir’ en de rechtsopvolgers daarvan.  

## Provenhuis Aletta Boon
Het provenhuis van Aletta Boon werd gesticht door de weduwe Aletta (Alijt) Boon. De testamentaire beschikking dateert van 1618 en is bijzonder omdat Aletta toen nog maar 23 jaar oud was. Ze stierf ook jong, in 1623. Van haar is een portret bewaard, geschilderd door de schilder Nicolaes Eliasz. Pickenoy. Daarop staat een jonge vrouw met in haar hand twee huwelijkshandschoenen, in deze periode een van de cadeaus van een welgestelde bruidegom aan zijn bruid. Het portret werd gemaakt in 1618, het jaar dat Aletta in het huwelijk trad met de veel oudere houtkoper en biersteker Cornelis Claesz. Limmen. Het portret van Aletta is helaas niet meer in Alkmaar. Het werd in 2003 bij veilinghuis Christie's verkocht. De huidige eigenaar is onbekend.  
Het provenhuis is rond 1626 gestart in een paar kleine woninkjes in de Kitsteeg bij het Verdronkenoord. Aletta’s stichting laat zien dat na de reformatie katholieken weer voorzichtig naar buiten durfden te treden.  
Rond 1667 waren het vier eenkamerwoningen. De vrouwen woonden er gratis. Met enige regelmaat kregen ze ‘aalmoezen’. Het bestuur over het hofje was tot 1687 in handen van familieleden van de stichteres. 
Vanaf 1687 was de katholieke notaris Cornelis Jaspersz. Heymenberg administrateur. In 1693 liet hij de bouwvallige woningen in de Kitsteeg verkopen. Het provenhuis kreeg een nieuwe onderkomen op de hoek Diggelaarssteeg-Breedstraat en werd bestemd voor huisvesting van drie vrouwen die actief betrokken waren bij de St.-Laurentiusstatie in dezelfde straat. Dergelijke vrouwen noemde men ‘klopjes’. Vaak hadden ze een soort kloostergelofte afgelegd en hielpen ze de pastoor bij diens werk. Na herbouw van de statie in 1757 gingen ook de woningen van de klopjes er onderdeel van uitmaken. Vanaf 1782 vielen de kamers onder rechtstreeks bestuur van het katholieke Armencomptoir. 
In 1861 maakte het hofje een doorstart: de ‘drie armenkamers’, zoals het inmiddels werd genoemd, verhuisde in verband met de bouw van de Dominicuskerk naar een nieuwe locatie, nu aan het Groot Nieuwland. Daar heeft het hofje nog tot 1948 als zodanig gefunctioneerd.

## Poppenhofje
Van het andere kleine katholieke hofje, het Poppenhofje, weten we weinig. Het was gevestigd in een huisje aan de westkant van de Hofstraat en werd in de 18de eeuw gesticht door een lid van de familie Poppen, waarschijnlijk Adriana Johanna Poppen, die overleed in 1708. Haar echtgenoot, Reinier Jacob Coetenburgh, stamde uit een invloedrijke Alkmaarse katholieke familie. Ook dit hofje werd later (in 1783) ondergebracht bij het Armencomptoir. Er waren twee tot vier vrouwelijke bewoonsters. In 1956 werd het huis verkocht. Restauratie was nodig en er zou veel geld bij moeten om het complex bewoonbaar te houden. 